# Emma Mærsk

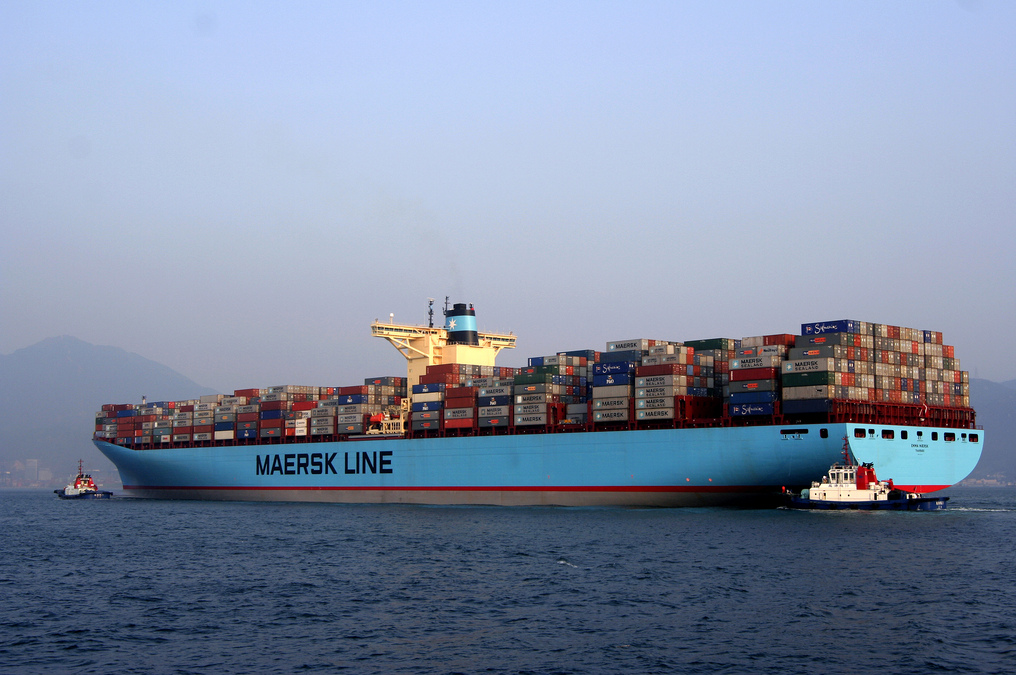

Tàu Emma Maersk là tàu chở container lớn nhất thế giới hiện nay (năm 2007) của Tập đoàn A.P.Moller-Maersk có tải trọng 11.000 TEU. Tàu được đặt theo tên người vợ quá cố của chủ Tập đoàn Mærsk Mc-Kinney Møller và được đưa vào sử dụng từ ngày 8 tháng 9 năm 2006. (Trước đây tập đoàn này cũng đã có tới tám con tàu khác mang cùng tên Emma Maersk, đến nay hầu hết đã giải bản hoặc đổi tên.). Tuy nhiên, theo thỏa thuận giữa Tập đoàn A.P.Moller-Maersk với Xưởng đóng tàu Odense Steel thì Xưởng đang đóng thêm 7 tàu cùng loại và có khả năng sẽ đóng tàu lớn hơn Emma Maersk.

## Lịch sử
Hợp đồng đóng tàu này được ký giữa Tập đoàn A.P.Moller-Maersk với Xưởng đóng tàu Odense Steel (Odense Staalskibsværft) (Đan Mạch) ngày 7 tháng 1 năm 2004. Tàu được hoàn thành năm 2006, được hạ thủy và đặt tên bởi Phó chủ tịch tập đoàn Ane Mærsk Mc-Kinney Uggla (con gái út của M.Mc-Kinney Møller) ngày 12 tháng 8 năm 2006. Tàu được hạ thủy ở Munkebo (địa điểm đóng tàu). Do vịnh hẹp Odense quá nhỏ, nên tàu được kéo ra khơi từ đằng lái bằng 8 tàu kéo. Dù không chất hàng, tàu đã nặng 60.000 tấn, có chiều sâu chìm dưới nước 7 m. Sau 2 giờ kéo, tàu ra khỏi vịnh hẹp và được 1 tàu dầu tiếp tế nhiên liệu để chạy thử 1 tuần lễ, trước khi đưa vào sử dụng.

## Kích thước và tải trọng
Tàu Emma Maersk có chiều dài 397,71m, chiều rộng 56,40m (tương đương diện tích của 4 sân bóng đá) và chiều cao 100m. Người ta có thể xếp được 22 container theo chiều ngang của tàu và tám container theo chiều cao. Theo cách tính toán của tập đoàn thì tàu có tải trọng 11.000 TEU. (Tuy nhiên theo cách tính thông thường, người ta đoán là tải trọng thực tế của tàu có thể từ 13.000 đến 15.000 TEU). Theo cách tính của Tập đoàn thì mỗi container nặng 14 tấn và tàu chở được 11.000 container. Tàu lớn nhất từ trước tới nay là tàu Xin Los Angeles có tải trọng 9.580 TEU, chỉ xếp được 18 container theo chiều ngang mà thôi.
Tàu được một thủy thủ đoàn chỉ gồm 13 người điều khiển. Hiện nay Henrik Solmer là thuyền trưởng và Michael Thomassen Sort là máy trưởng.

## Trang bị
Tàu Emma Maersk được trang bị 1 động cơ Wärtsilä-Sulzer RTA96-C có công suất 109.000 mã lực (82 MW) và 5 động cơ Caterpillar 8M32 có công suất 40.000 mã lực (29,4 MW). Tập đoàn cho biết là việc đóng tàu này có quan tâm tới vấn đề môi trường, ví dụ phần vỏ tàu chìm dưới nước được sơn bằng loại sơn dựa trên silic, thay vì dùng loại biôxít thông thường, loại sơn này có thể  chống hà bám vào vỏ tàu, chúng  làm tăng sức cản của nước vào tàu, do đó mỗi năm tiết kiệm được khoảng 1.200 tấn nhiên liệu. Tàu cũng có hệ thống đưa khí thải từ động cơ trộn chung với khí mới rồi đưa trở lại động cơ tái sử dụng.

## Chuyến hải hành đầu tiên
Chuyến hải hành đầu tiên của tàu diễn ra tại cảng Aarhus lúc 2 giờ ngày 8 tháng 9 năm 2006. Từ Aarhus tàu chạy qua Göteborg (Thụy Điển), Bremerhaven (Đức), Rotterdam (Hà Lan), Algeciras (Tây Ban Nha), Kênh Suez tới Singapore ngày 1 tháng 10 năm 2006 lúc 20 giờ 05. Hôm sau tàu từ Singapore đi Diêm Điền (Thâm Quyến, Trung Quốc) rồi Kobe, Nagoya tới Yokohama (Nhật Bản) ngày 10 tháng 10 năm 2006. Sau đó trở về Diêm Điền, Hồng Kông, Tanjung Pelepas (Malaysia), Kênh Suez, Felixtowe (Anh), Rotterdam, Bremerhaven, Göteborg, tới Aarhus lúc 16 giờ ngày 11 tháng 11 năm 2006.

## Lịch trình hàng hải
Hiện nay, tàu chạy thường xuyên từ châu Âu tới châu Á và ngược lại. Lịch trình khứ hồi thường xuyên của Emma Maersk hiện nay bao gồm các cảng:
- Ninh Ba, Hạ Môn, Hồng Kông, Diêm Điền, Tanjung Pelepas, Algeciras (đi về phía tây).
- Rotterdam, Bremerhaven, Algeciras, Tanjung Pelepas, Diêm Điền, Hồng Kông và Ninh Ba (đi về phía đông).